# Akimine Kamijyo
Akimine Kamijyo (jap. 上条明峰 Kamijō Akimine; ur. 13 września 1975 w Prefekturze Kanagawa) – mangaka tworzący pod pseudonimem Akimine Kamijyo. Tworzy także dōjinshi pod pseudonimem Meika Hatagashira.

## Twórczość
- Samurai Deeper Kyo (jap. サムライ ディーパー キョウ) (1999–2006, w Weekly Shōnen Magazine)[3][4]
- Shirogane no Karasu (jap. しろがねの鴉) (2007–2008, w Weekly Shōnen Magazine)[5][6]
- Code: Breaker (jap. コード: ブレイカー) (od 2008, w Weekly Shōnen Magazine)[7][8]